# Юрюнг Айыы Тойон
Юрю́нг Айыы́ Тойо́н (якут. Үрүҥ Аар Тойон, Үрүҥ Тойон Айыы; в переводе с якутского «светлый создатель господин»; другие имена — Юрюнг Аар Тойон) — верховный бог, глава верховного мира, божеств айыы и Вселенной в якутской и долганской мифологии. Создатель Вселенной и человека
. 
Изображается в образе старца, облачённого в меха, источающие жару и свет. В образе бога персонифицировано солнце и небо как таковое. Проживает на девятом небе (представляется в качестве страны, в которой нет зимы, растёт белая трава). 
На ежегодных празднованиях ысыаха, шаманы проводят обряды и исполняют алгысы (молитвы) в честь Юрюнг Айыы. По легенде, основатель якутского народа Эллэй первым провёл ысыах поднимая чороон за Юрюнг Айыы, а его тесть Омогой оказался проклят за то, что без почтения отнёсся к ритуалу. С именем Юрюнг айыы тойона связан ряд якутских обрядов, среди которых выделяется обряд «кыйдаа». При его исполнении трое юношей в одежде белого цвета, держа в руках белую, очищенную от коры палку, садились верхом на лошадей бело-молочной масти, после чего гнали девять или двенадцать лошадей или кобыл с жеребятами. Их задачей было загнать лошадей как можно дальше, чтобы те не нашли обратной дороги и не вернулись в свой табун.
Согласно легендам вилюйских якутов, на этом верхнем небе было два солнца. Однако Юрюнг айыы тойон раздвинул их, сотворив третье и поместив его между небом и землёй.
Является иерархом, стоящим над всеми богами айыы и не терпящим какой-либо оппозиции. В одной из якутских легенд рассказывается о том, как Юрюнг айыы тойон повелел сжечь непокорного шамана Аан Аргыл Ойууне, который заявил, что не верит в него, а чудеса (исцеление, воскрешение мёртвых) делает своей силой. Впоследствии тело шамана распалось на различных пресмыкающихся, из которых выжила только лягушка. Она, поселившись на вершинах высочайших гор, дала начало таким великим демонам-шаманам как Хара Баргыйа Тойон и Кюн Кянгис Ойуун.
Жену Юрюнг айыы тойона называли Кун Кубэй хотун (в переводе с якутского «солнечная добродетельная госпожа»).
Исторически с образом Юрюнг Айыы совпадает с образом Тенгри из тюркской мифологии, которая предшествует якутской мифологии.